# Marcel Rutten
Marcel Rutten (’s-Hertogenbosch, 1 december 1957 - Nijmegen 12 januari 2020) was sociaal geograaf en senior-onderzoeker bij het Afrika Studiecentrum in Leiden
‘Een omnivoor van kennis over Kenia en Masai’ zo typeerde Peter de Waard hem . Rutten studeerde sociale geografie aan de toenmalige Katholieke Universiteit Nijmegen. Hij specialiseerde zich in de sociale geografie van ontwikkelingslanden en verbleef voor zijn doctoraal onderzoek in 1984 in Kenia. Hij behaalde zijn doctoraal examen in 1985 en kreeg daarna een promotieaanstelling (aio) bij de vakgroep Sociale Geografie van Ontwikkelingslanden. Hij promoveerde cum laude bij Jan Kleinpenning in 1992 op het proefschrift ‘Selling wealth to buy poverty’. Na zijn promotie werkte hij enige tijd aan Landbouwuniversiteit Wageningen. In 1995 werd hij senior onderzoeker bij het Afrika Studiecentrum in Leiden.

## Wetenschappelijk werk
Rutten gold als de specialist voor de sociale geografie van Kenia en in het bijzonder van de strijd om bestaansruimte van de Maasai. Heel zijn wetenschappelijk werk is doortrokken van een grote betrokkenheid bij het armoedeprobleem van deze bevolkingsgroep. Als sociaal geograaf vertaalde hij dat probleem naar de strijd van de Maasai om de toegang tot de noodzakelijke bestaansbronnen. Voor zijn doctoraalscriptie deed Rutten veldwerk in het Turkanadistrict, een semi-aride gebied in Noordwest Kenia. De meeste Turkana waren nomadische veehouders en het gebied werd meerdere malen getroffen door extreme droogte. Rutten analyseerde de achtergronden van het verlies aan weidegronden door de Turkana. Na zijn doctoraal examen wilde Rutten zijn veldwerk bij de Turkana voort zetten, maar de politieke situatie dwong hem een ander gebied in Kenia te kiezen voor zijn proefschrift. Het Kajiado County was in die periode het toneel van een strijd om de ruimte tussen de Kikuyu en Kamba immigranten en de nomadische Maasai (de oorspronkelijke bewoners van het gebied). In zijn proefschrift geeft Rutten eerst een analyse van de discriminerende politiek van de koloniale regering met betrekking tot de rechten van de Maasai. Zijn onderzoek concentreerde zich vervolgens op de ontwikkelingen in de jaren tachtig van de 20e eeuw. Na de grote droogte van 1960-61 waren de Maasai akkoord gegaan met de oprichting van communale ranches, maar na 1980 bleek dat het project te ambitieus was geweest en werd besloten tot opsplitsing. De (vaak negatieve) gevolgen van deze opdeling vormen het belangrijkste thema van zijn proefschrift. De voor- en nadelen van de landhervormingen in Afrika werden beschreven in zijn in 1997 verschenen boek ‘Land reform in Africa: lessons from Kenya’. Het standaard argument is dat hogere opbrengsten door een betere landverdeling worden bereikt. Maar Rutten liet zien dat de Maasai juist ernstig leden onder alle plannen tot herverdeling van gronden en rechten tot grond. Een groot aantal Maasai bleek niet goed voorbereid op de economische en sociale consequenties, waardoor slechts een klein aantal extreem goed konden profiteren. Naast economische maatregelen moest ook aan een groot aantal andere voorwaarden worden voldaan waaronder educatie, bereidheid van financiële instellingen mee te werken, anti-corruptiemaatregelen en betrouwbare registratie. Zijn grote lokale kennis kwam ook van pas bij het onderzoek naar de gang van zaken bij het waterbeheer. In 1998 publiceerde hij ‘Huwelijk tussen traditionele en moderne kennis: ‘shallow holes’ en ‘boreholes’ in Kenia’.  Hij constateerde dat de moderne methoden water te winnen via diepe putten minder goed waren dan het aloude gebruik van ondiepe putten. Het top-down opzetten van waterontwikkelingsprojecten met geld uit Westerse fondsen liep stuk op de weerbarstigheid van de lokale omstandigheden

## Publicaties, een selectie
Voor een volledig overzicht: https://scholar.google.nl/citations?user=9NDmiXIAAAAJ
- The struggle for land among the Turkana (ex)nomadic pastoralists of North West Kenya, in: G. Peperkamp en C. Remie (eds), The Struggle for land Worldwide, 1988
- Selling wealth to buy poverty’, The Process of the Individualization of Landownership among the Maasai Pastoralists of Kajiado District, Kenya, 1890-1990, diss Nijmegen, Verlag Breitenbach Publishers, Saarbrücken, 1992
- Land reform in Africa: lessons from Kenya, Assen 1997
- Out for the Count - The 1997 General Elections and Prospect for Democracy in Kenya, 2001 (met A. Mazrui and F. Grignon)
- Huwelijk tussen traditionele en moderne kennis: ‘shallow holes’ en ‘boreholes’ in Kenia’, Derde Wereld, 17, 1998, pp. 209-228
- Kenia en de ‘stammenstrijd’, Geografie, februari 2008, pp. 6-10 (met Ton Dietz)
- Inside poverty and development in Africa: critical reflections on pro-poor policies, Brill, Leiden, 2008 (met A. Leliveld en D. Foeken)
- Mobile cash for nomadic livestock keepers: The impact of the mobile phone money innovations (M-Pesa) on Maasai pastoralists in Kenya, Transforming innovations in Africa, 2012, pp. 79-101 (met Moses Mwangi)